# 軍事組織と社会
『軍事組織と社会』(Military Organization and Society)とは1954年に刊行された社会学者スタニスラフ・アンジェイエフスキーによる軍事社会学の著作である。本書はアンジェイエフスキーによる軍事組織の社会学的研究をまとめたものであり、ローズ大学の勤務中に執筆されたものである。

## 概要
アンジェイエフスキーはポーランドで生まれ、大学教育を受けてからポーランド軍に入隊する。第二次世界大戦が勃発した1939年には陸軍の砲兵隊に下士官として勤務していた。後にソビエト赤軍の戦時捕虜となった際には敵地脱出して物乞いと密輸で生き延びながらハンガリーに亡命する。ハンガリーでも警察に逮捕されるが、再度脱走してフランスへ入国し、自由フランス軍に参加してナチス・ドイツと戦った。しかし1940年にフランスがナチス・ドイツに降伏してからはイギリスへ逃れることになり、イギリスでは語学要員として連合軍の総司令部での通訳の仕事に従事する。戦後にドイツの占領行政に携わった後にイギリスへ帰国し、その後は南アフリカへ移住して同国のローズ大学で社会学を教授する。
本書は軍事組織の社会的性質、社会的諸条件との因果性、形態的分類などについて論考したものである。
本書の構成は
- 第1章闘争の普遍性
- 第2章階層構成
- 第3章政治的単位の規模と凝縮性
- 第4章服従と階統構造
- 第5章政府による規制の範囲
- 第6章軍事参与率と戦争の苛烈性
- 第7章軍事組織の形態の分類
- 第8章暴力支配性と臨戦性
- 第9章階層間の移動
- 第10章軍事組織の類型と社会構造の類型
- 第11章革命
- 第12章結語

の12章から成立している。本書の問題意識とは軍事組織と社会構造の複合的な関係性を明らかにすることにある。
戦争に勝利するために成立した軍事組織は社会階層の構成を平準化することも、急峻化することもありうる。それは戦争に勝利するために必要な資源の程度、すなわち戦争に動員される対象が社会を構成する人口全体で占める割合によって左右される。この割合をアンジェイエフスキーは軍事参与率と概念化し、軍事技術の水準や生活水準により軍事参与率の最大値は規定されると述べる。本書の歴史的検証によれば、その社会の軍事参与率は社会階層の構成と共に変化していることが分かっている。軍事参与率が高まれば権力や財産の配分は平等化され、逆に軍事参与率が低ければ権力や財産の分配は不平等化される傾向がある。
このような社会現象に対してアンジェイエフスキーは戦争に関する技術的要因を考察に含めることでより詳細に因果関係を説明している。